# Malcolm Bernard
Malcolm Bernard (Miami, Florida, 31 de enero de 1994) es un baloncestista estadounidense que pertenece a la plantilla del KK Zlatibor de la Liga Serbia de Baloncesto. Con 1,96 metros de estatura, juega en la posición de escolta.

## Trayectoria deportiva

### Universidad
Jugó dos temporadas con los Buccaneers de la Universidad del Sur de Charleston, en las que promedió 2,8 puntos y 2,7 rebotes por partido. En 2014 solicitó ser transferido a los Rattlers de la Universidad de Florida A&M, donde tras el año de parón que impone la NCAA, disputó una temporada, en la que promedió 14,4 puntos, 7,0 rebotes y 4,3 asistencias por encuentro, lo que le valió para ser incluido en el segundo mejor quinteto de la Mid Eastern Athletic Conference.

### Profesional
Tras no ser elegido en el Draft de la NBA de 2017, firmó en agosto su primer contrato profesional con el Atlético Argentino de Junín de la Liga Nacional de Básquet argentina, pero solo disputó tres partidos, en los que promedió 7,3 puntos, 6,3 rebotes y 1,7 asistencias, desvinculándose del equipo por motivos personales el 2 de octubre.
El 21 de octubre fue elegido en el Draft de la NBA G League, en el decimotercer puesto por los Grand Rapids Drive. con los que jugó diecisiete partidos, promediando 3,0 puntos y 3,1 rebotes, siendo despedido a mediados de diciembre.
En el verano de 2018 jugó con los Rockhampton Rockets de la NBL1 North, una liga semiprofesional australiana, en la que promedió 26,5 puntos y 7,6 rebotes por encuentro. En julio fichó por el BC Nokia de la Korisliiga finesa, disputó catorce partidos en los que promedió 15,2 puntos y 5,6 rebotes, hasta que el 8 de diciembre, una lesión en su tendón de Aquiles precipitó su salida del equipo.
La temporada 2019-20 la comenzó en el Al Khor de la Liga de Catar, donde promedió 19,2 puntos, 7,5 rebotes, 5,6 asistencias y 3,5 robos en diez partidos, pero en el mes de febrero fichó por el Rogaška Crystal de la 1. A SKL eslovena.